# Julio Mario Santo Domingo
Julio Mario Santo Domingo Pumarejo (Panamá, 16 de octubre de 1923-Nueva York, 7 de octubre de 2011).  fue un empresario e industrial colombiano.
Durante décadas fue el hombre más rico de Colombia, en los últimos años pasó a ser el segundo, y el 108.º del mundo según la revista Forbes (edición 2011), con un estimado de 9,500 millones de dólares estadounidenses, fue accionista principal del Grupo Empresarial Bavaria y de Valorem, con la cual controlaba más de 100 compañías alrededor del mundo, entre ellas Caracol Televisión y el periódico El Espectador. Además, fue integrante del Grupo de Barranquilla.

## Carrera
Santo Domingo adquirió en 1969 la cervecería Bavaria debido a la nacionalización de la familia del empresario alemán Leo Siegfried Kopp. Los descendientes de la familia Kopp hasta ahora no han sido compensados. En 2005 realizó una transacción financiera en la cual Cervecería Bavaria S.A. se fusionó con la compañía surafricana SAB Miller. En esta fusión Santo Domingo adquirió el 15,1 % de SAB Miller, convirtiéndose así en el segundo accionista de la segunda cervecera más grande del mundo.
El magnate empresarial Julio Mario Santo Domingo no solo era dueño de la Cervecería Bavaria (empresa que fusionó con la surafricana SABMiller), sino también de otra gama de empresas muy conocidas en Colombia como la aerolínea Avianca, vendida al empresario Germán Efromovich, propietario del Synergy Group; la empresa de telecomunicaciones Celumóvil, vendida a la estadounidense Bellsouth y hoy día propiedad de la española Telefónica Movistar; la empresa de internet y televisión TV Cable, cuyo actual dueño es el magnate mexicano Carlos Slim Helú mediante Telmex; la compañía petroquímica productora y comercializadora de resina de prolipropileno Propilco S.A., la cual fue adquirida por Ecopetrol; Sofasa, una ensambladora de automóviles Renault y Toyota (Toyota se separó de Sofasa en los inicios del 2010 formando Toyota de Colombia S.A); la sede colombiana de la empresa Aluminios Reynolds; la empresa de transportes aéreos por helicóptero Helicol y de Caracol Radio, de la cual vendió toda su participación accionaria al Grupo Prisa de España entre 1999 y 2003.
En mayo de 1980, fue nombrado Embajador de Colombia en China por el presidente Julio César Turbay, permaneciendo en el cargo hasta 1983.

### Polémicas
Bavaria, tradicionalmente de propiedad repartida entre varios accionistas, empezó a cargo de Santo Domingo a realizar una serie de operaciones de adquisición de empresas e inversiones en sectores que no eran propios de la actividad cervecera ni del sector de las bebidas. Invirtió grandes sumas de dinero en empresas en las que directamente Santo Domingo tenía una participación minoritaria, Bavaria se convirtió luego en un inmenso holding con inversiones en el sector aeronáutico, forestal, aluminio y químico, entre otros. Las ganancias de Bavaria potencializaban la inversión de Santo Domingo en estas empresas aumentando su paquete accionario en ellas, quien terminó por multiplicar su fortuna a costa de los recursos de la otrora descentralizada Bavaria, que terminó comprando en su totalidad a los demás accionistas con las ganancias de las otras compañías para ser el dueño absoluto de esta. En los negocios, este proceder de Santo Domingo fue visto como poco ético pero no ilegal por la ley colombiana.
Muchas de las empresas que hacían parte del Grupo Santo Domingo, en las que fueron invertidos recursos de Bavaria, debieron ser vendidas posteriormente a inversionistas extranjeros por las pérdidas que le producían a Santo Domingo, producto justamente de invertir las ganancias de estas en recuperar económicamente a la cervecera y a comprarla posteriormente (Avianca, Reforestadora de Pereira, Caracol Radio, Celumóvil, entre otras).
En los años 90´s, Carlos Ardila Lülle y Julio Mario Santo Domingo (los empresarios más importantes del país en esa época) pese a su rivalidad tenían una tregua para no incursionar en los respectivos negocios centrales de cada uno, tregua que se rompió cuando en 1994 Santo Domingo incursionó en el mercado de las bebidas no alcohólicas con la marca Refrescos Bavaria y sus gaseosas Konga, Link, soda Wizz y agua Brisa, además de incursionar con Jugos Bavaria y su producto jugos Tutti Frutti, aprovechando las enormes ganancias de Bavaria que ya estaba bajo su control. Como respuesta, Ardila Lülle abrió en 1995 en Tocancipá una cervecería para vender productos como Cerveza y Malta Leona, Cerveza Caribe, Cerveza Cristal Oro y Cerveza Perla. Al final, Ardila Lülle perdió la batalla. Después de acumular cientos de millones de dólares de deuda a consecuencia de la recesión colombiana de 1999, Ardila Lülle vendió al año siguiente la fábrica cervecera y sus marcas a Santo Domingo, el cual ese mismo año se salió del negocio de las gaseosas al haberle ganado el pulso a Ardila Lülle, dejando a miles de personas sin trabajo al cerrar las plantas embotelladoras de Refrescos Bavaria, quedando solo con agua Brisa produciéndola en sus plantas cerveceras. Tiempo después en el 2006, Santo Domingo y SABMiller venderían la marca y la planta procesadora de jugos Tutti Frutti a Ardila Lülle y, en 2008, venderían Brisa a The Coca-Cola Company y Coca-Cola FEMSA.
Si bien la familia Santo Domingo continúa siendo inversora importante en Colombia, Alejandro Santo Domingo (hijo de Julio Mario y actual cabeza del conglomerado familiar Valorem) y los demás miembros de la familia se encuentran radicados en Nueva York teniendo la nacionalidad estadounidense, desde donde manejan sus negocios de Colombia.

### Obras sociales
En 2010 la Fundación Julio Mario Santo Domingo, en asociación con autoridades distritales de la ciudad de Bogotá, ponen al servicio de la comunidad el Centro Cultural Biblioteca Pública Julio Mario Santo Domingo, como acuerdo de pago por una multa de 55.000 millones de pesos que la familia Santo Domingo tenía con el distrito. El complejo, de 23 mil metros cuadrados, está conformado por una mega biblioteca, un teatro para conciertos, espectáculos y montajes teatrales, un teatro estudio, salas de Internet, ludoteca, fonoteca y colección especializada en documentos, artefactos y elementos afines para estimulación temprana de los niños. Cuenta con tecnología de punta como tableros interactivos en las aulas múltiples y salas de capacitación, equipos de vídeoconferencia para eventos simultáneos, 20 puntos para la reproducción de vídeo compatibles con tecnología bluray, 100 puntos de acceso a Internet disponibles para el usuario en las diferentes salas, préstamo de computadores portátiles y red inalámbrica de acceso a Internet.
Este imponente complejo, ubicado en el Parque Zonal San José de Bavaria, en la avenida calle 170 No. 67-51, está rodeado por un parque de 5,5 hectáreas con amplios andenes, zonas verdes arborizadas, senderos peatonales y juegos infantiles. Y para facilitar el acceso de los visitantes cuenta con 340 parqueaderos subterráneos y 140 cicloparqueaderos.
Lo más importante de este nuevo espacio cultural, ubicado al norte de la ciudad, es que beneficiará a 1,2 millones de habitantes de las localidades de Suba y Usaquén, entre los que se encuentran 280.000 niños y jóvenes en edad escolar.
Vale la pena resaltar que este centro cultural es el resultado de la Alianza público-privada entre la familia Santo Domingo, que pagó con la construcción de la edificación una multa de 55.000 millones de pesos para con el distrito, y la Alcaldía de Bogotá, la cual cedió 5,5 hectáreas de terreno e invirtió 33.200 millones de pesos para adelantar la gestión de restitución de la zona, la construcción de los parqueaderos, el parque y las vías aledañas.
El proyecto se realizó bajo el convenio de cooperación interinstitucional suscrito entre sociedades de la familia Santo Domingo y la Secretaría de Educación, el Departamento Administrativo de la Defensoría del Espacio Público, el Departamento Administrativo de Planeación Distrital, la Secretaría de Cultura, Recreación y Deporte, el Instituto Distrital de Recreación y Deporte, Bibloamigos y el Instituto de Desarrollo Urbano.
La Fundación ha realizado desde 1960, año de su creación como Fundación Barranquilla, importantes proyectos como la Universidad del Norte, el Instituto Experimental del Atlántico José Celestino Mutis, la Escuela de Artes y Oficios Santo Domingo (todo ubicado en Barranquilla) y el Instituto Educativo Ecológico Barbacoas en Barú. La Fundación también brinda apoyo a organizaciones como la Fundación Carnaval de Barranquilla (que busca preservar este evento cultural) y Parques Cómo Vamos (iniciativa para monitorear y velar por la conservación del sistema de Parques Nacionales Naturales de Colombia), además de financiar y construir de manera directa proyectos de Vivienda de Interés Social (VIS), de empleabilidad, emprendimiento y de atención básica a poblaciones vulnerables.
Julio Mario Santo Domingo vivía en Park Avenue en Nueva York desde finales de los años 70. Poseía también residencias en Bogotá, en París y una isla privada en Barú, Colombia. Santo Domingo falleció en la noche del viernes 7 de octubre de 2011, en la ciudad de Nueva York a la edad de 87 años por causas naturales.

## Vida privada

### Familia
Descendiente de una familia sefardita de Curazao que inicialmente se estableció en Mompóx y luego en Barranquilla y Cartagena, donde el comerciante Ramón Santodomingo López casó con la cubana de Manzanillo Rita Vila Pabón. 
Era hijo del industrial barranquillero Mario Santo Domingo, uno de los pioneros de la aviación comercial colombiana, y de Beatriz Pumarejo. Se casó dos veces, la primera con la aristócrata brasileña Edyala Braga, con quien tuvo a Julio Mario Santo Domingo Braga (conocido como Julio Mario Santo Domingo Jr.), quien falleció de cáncer en 2009, y la segunda con la samaria Beatrice Dávila (de quien es familiar lejano), teniendo a Alejandro Santo Domingo, quien continuó la administración de los negocios de su padre al morir este, y a Andrés Santo Domingo Dávila, quien se inclinó por las artes y la música.
Su hijo Julio Mario Santo Domingo Jr. se casó con la socialité brasilera Vera Rechulski, con quien tuvo a Tatiana Santo Domingo, actual esposa de Andrea Casiraghi, miembro de la familiar real del Principado de Mónaco, y a Julio Mario Santo Domingo III, quien se convirtió en un reconocido disc-jockey de Nueva York que anima fiestas a millonarios como Roman Abramovich, dueño del Chelsea FC.

## Portafolio de empresas

### Sector medios de comunicación
- Caracol Televisión
- Caracol Internacional
- Caracol Novelas
- WGen TV
- El Espectador
- Revista Cromos
- Blu Radio
- Cine Colombia

### Sector industrial
- SABMiller
- Cervecería Leona
- Biofilm S.A
- Refocosta S.A
- Carolina Pérez S.A.
- Tiendas D1

### Sector servicios
- Suppla S.A.
- Suppla Cargo S.A.S.
- Agencia de Aduanas Supla S.A.S. Nivel I
- Serviceuticos Ltda
- Grupo Terranum

### Sector deportivo
- Millonarios F.C.